# Chionothremma martyranthes
Chionothremma martyranthes es una especie de polilla de la familia Tortricidae. Se encuentra en Nueva Guinea.